# 百福汽車

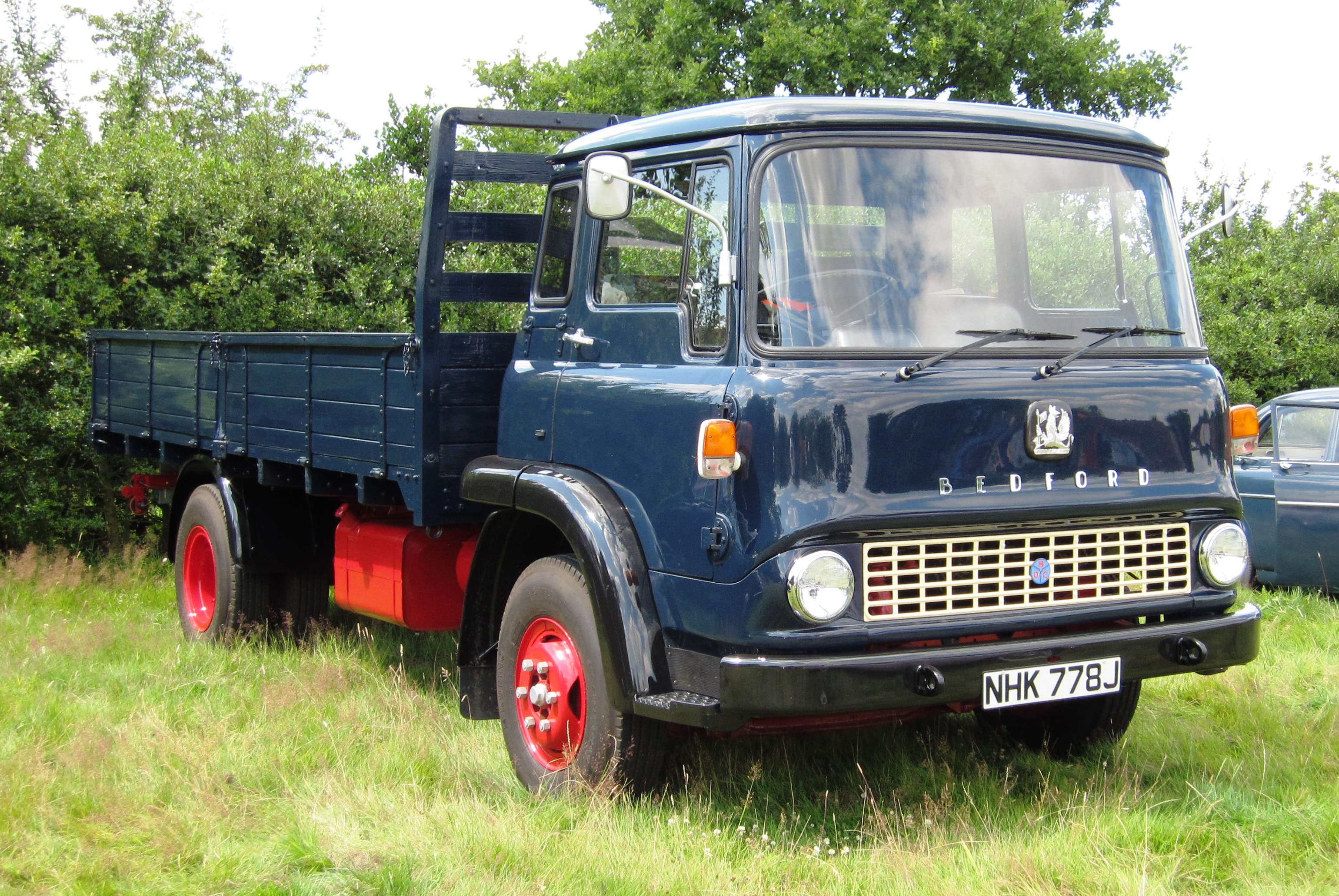
百福卡車

百福汽車（英語：Bedford Vehicles），是英國一家汽車製造廠，由美國通用汽車擁有，曾為英國軍方提供軍用卡車。

## 歷史
通用汽車早於1920年代已於英國生產汽車，但當時還未於英國成立子公司。至1929年，通用汽車乃於英國的盧頓（Luton）生產貨車，品牌都是貼上「Chevrolet」此一名稱。1931年此品牌貨車開始轉名，為「Bedford」，取名自盧頓所在的貝德福德郡。同年巴士底盤也推出。
百福汽車自第二次世界大戰起已與英國軍方關係密切。當時車廠受英國政府要求，生產軍用貨車和巴士，以應付歐洲戰場。戰後生產逐步回復正常，但仍有向軍方提供軍用車輛。1955年，百福也在貝德福德郡所在的邓斯特布尔（Dunstable）另設新廠。
在二次大戰後以降，百福汽車主要買家都是在英國本土以及海外英聯邦國家，市場狹窄。當1970年代起其他國家車廠，包括五十鈴、日野、依維柯、賓士、雷諾、斯堪尼亞等等，相繼攻入英國和英聯邦地區時，百福開始處於劣勢。當1980年代英國政府減少採購百福車輛時，百福更一蹶不振，終於在1986年倒閉，旗下廠房和產品大多被賣出。

## 圖片

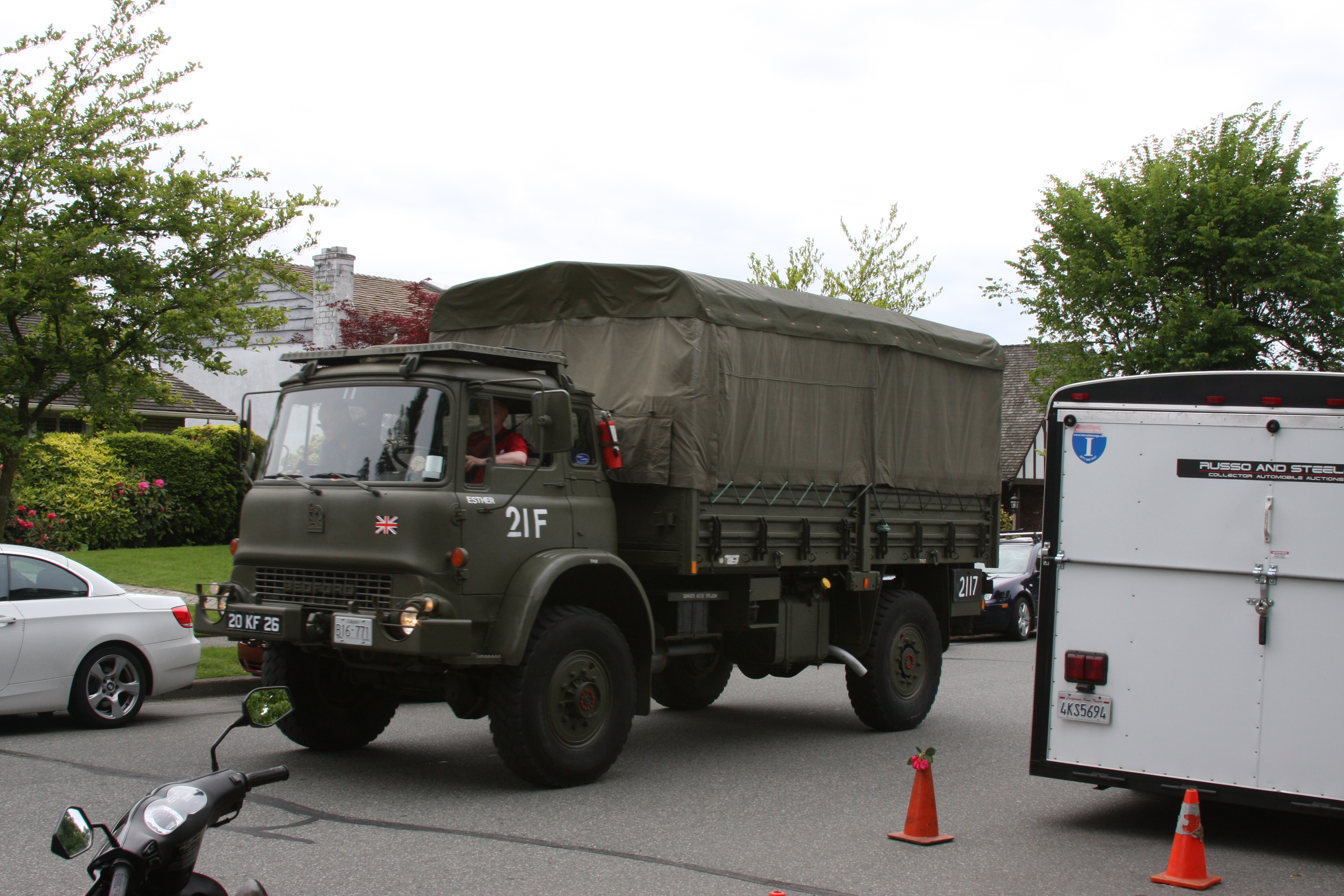
百福英軍貨車
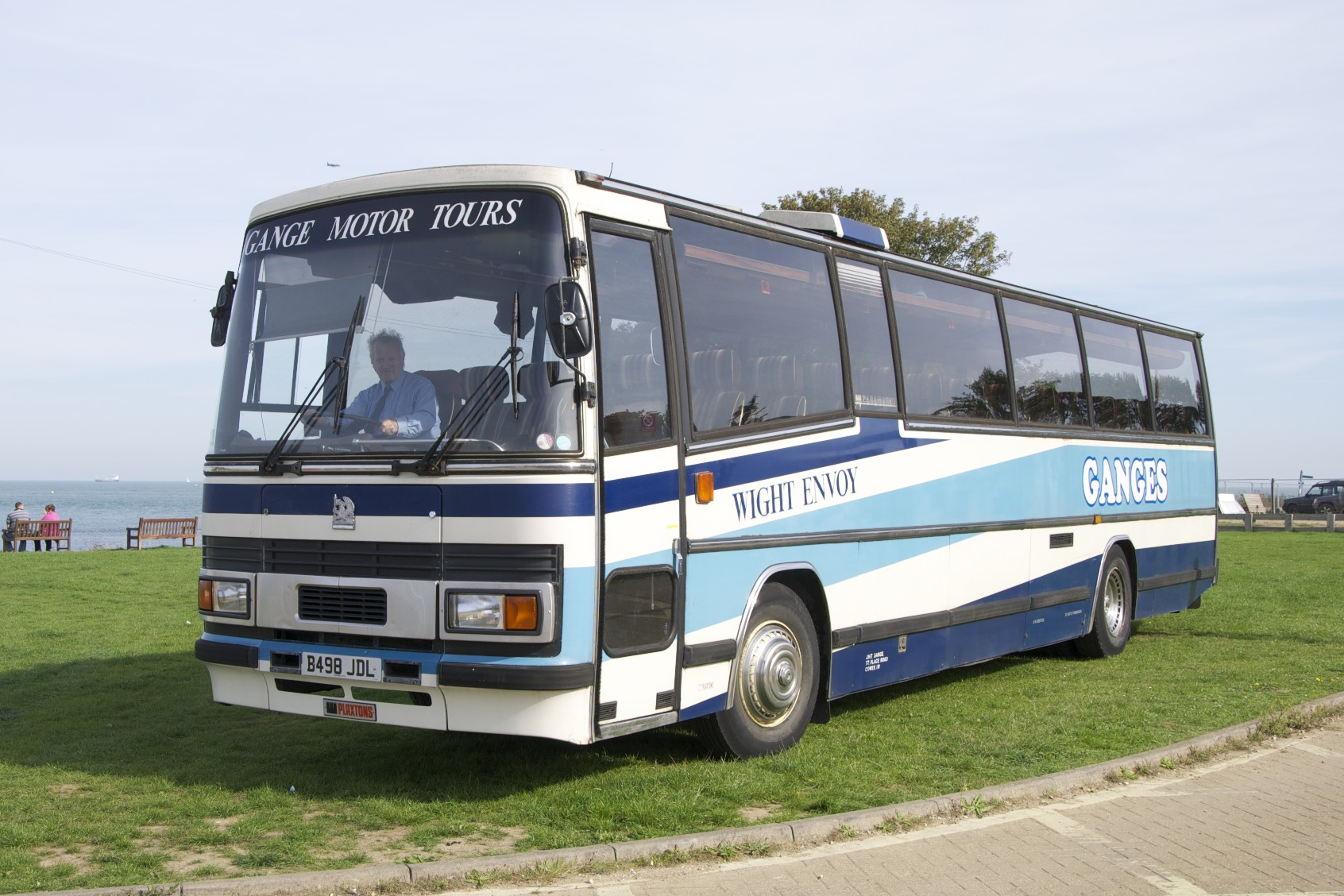
百福YNT長途大巴
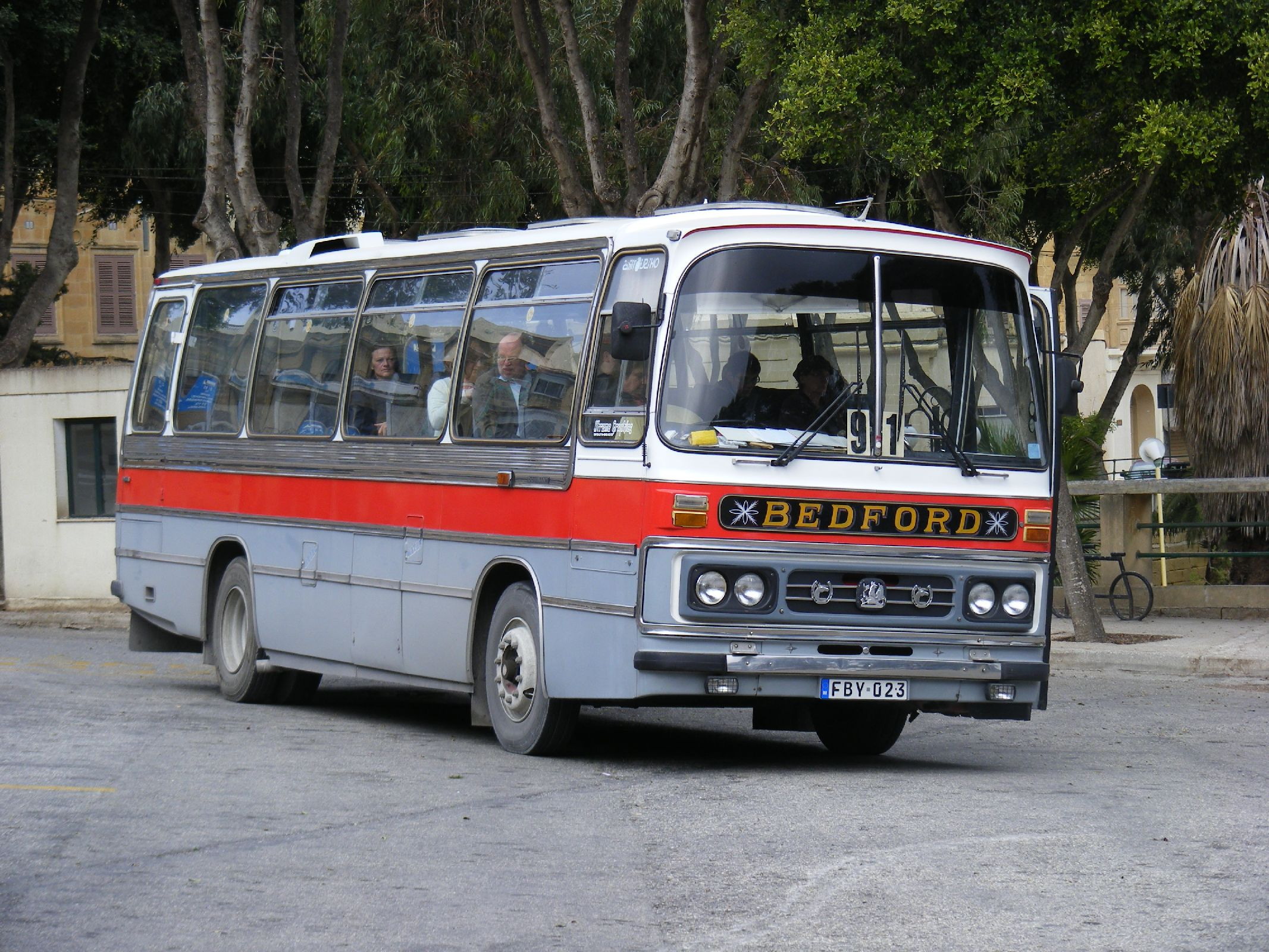
百福YRQ（配都普Dominant车身）
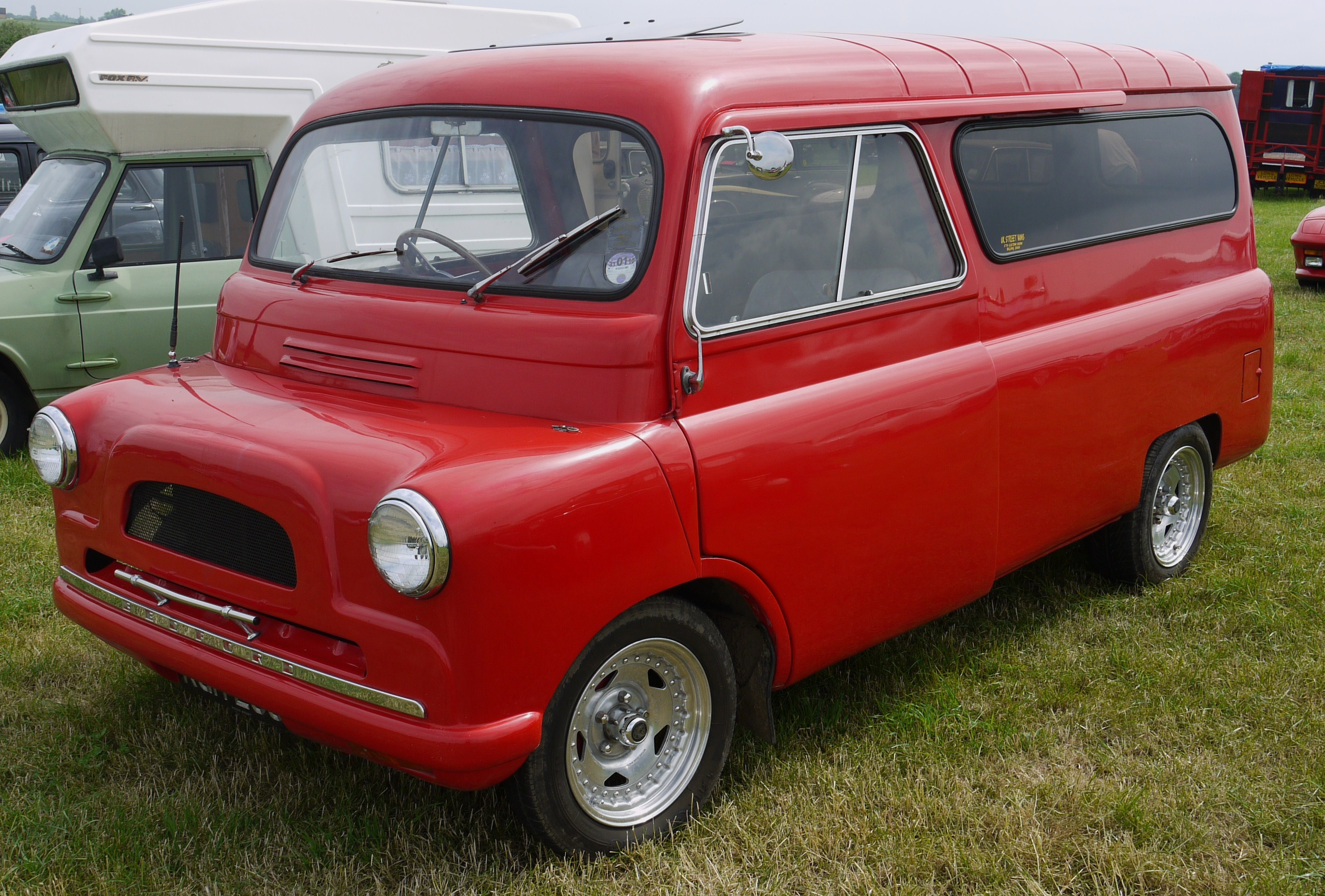
百福CA輕型貨車
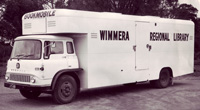
百福流動指揮車
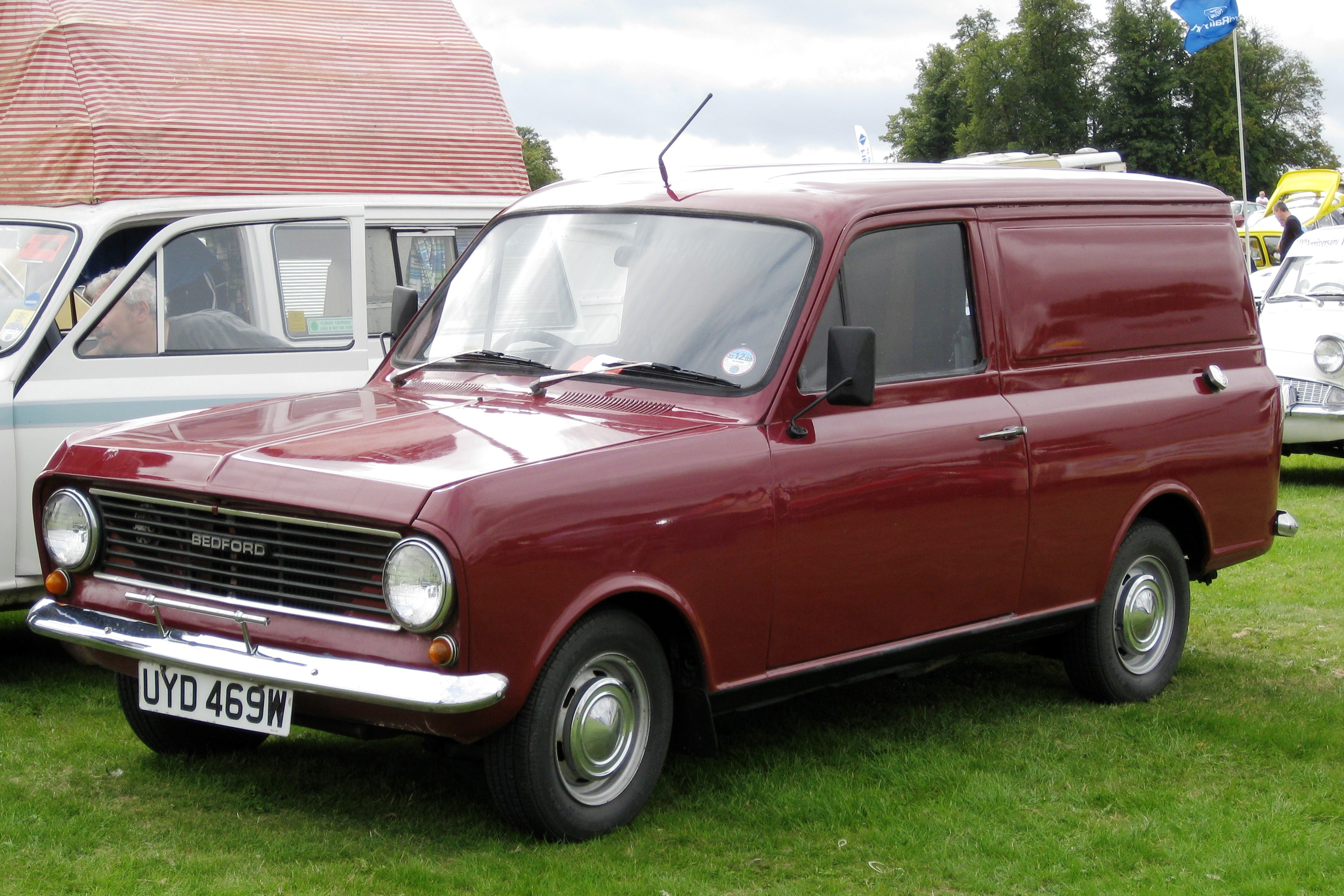
百福HA輕型貨車
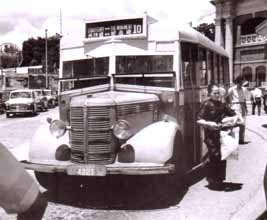
九巴的百福OB巴士
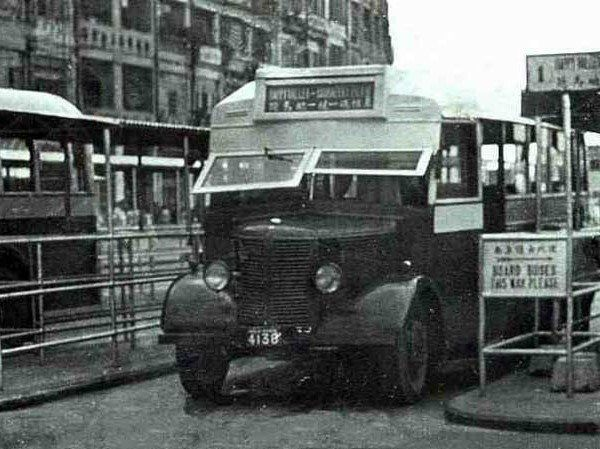
中巴的百福OB巴士

## 外部連結
- Bedford World （页面存档备份，存于）